# Tudderen
Tudderen (Duits: Tüddern, Limburgs: Tudder) is een dorp dat de hoofdplaats vormt van de Duitse gemeente Selfkant in de Kreis Heinsberg in de deelstaat Noordrijn-Westfalen. 

Tudderen is een van de meest westelijk gelegen dorpen van Duitsland, na de naburige dorpjes Isenbruch en Millen. Het ligt pal op de grens met Nederland, op minder dan een kilometer van de bebouwde kom van Sittard.

Van 1949 tot 1963 behoorde Tudderen, met de rest van de Selfkant, als het 'Drostambt Tudderen' tot Nederland.
De banden met Sittard gaan veel verder terug.
De Selfkant behoorde met onder meer Sittard, Susteren en Born eeuwenlang tot het hertogdom Gulik. Deze streek was tot 1815 het bestuurlijke achterland van Sittard.

## Naam

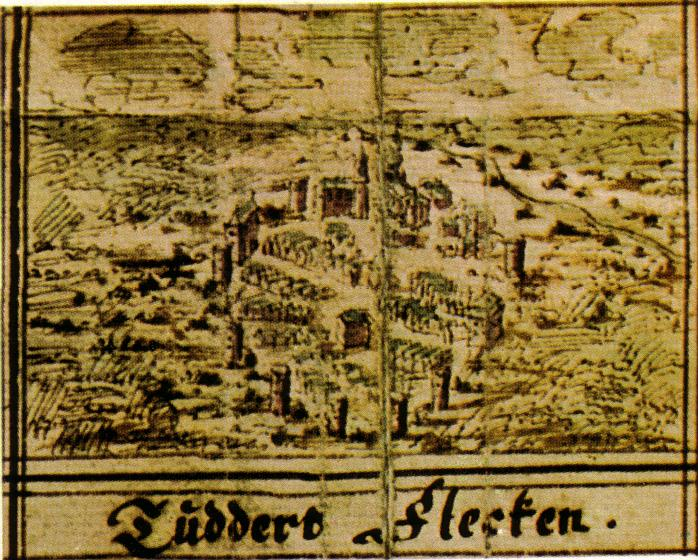
Afbeelding uit ongeveer 1720, Codex Welser

In de Romeinse tijd lag in Tudderen een statio aan de heerbaan van Heerlen naar Xanten. De oudste vermelding van de plaats is van 150 n.Chr., door de Alexandrijnse geograaf Ptolemaeus, als „Teuderion“.
In de volgende oorkonde, het Itinerarium Antonini van de 4e eeuw, luidt haar naam Teudurum. In het Germaans verschoof de klemtoon van /-durum/ naar het eerste woorddeel. Vervolgens zwakte de naam af tot Tudderen (Tüddern).
De naam kan zijn afgeleid van een Keltisch woord met gelatiniseerde uitgang:  Teuto-durum, dat „Volksburg“ of wellicht „Noordstad“, „Stad in het Noorden“ betekent. 
Het woord teuto > touto betekent „volksstam“ (indogermaans *teutā, vergelijk deutsch) was vermoedelijk  homofoon met het  keltische touta- > tuta- „links /linker-“, „noordelijk“. Het bekende woord duron stond aanvankelijk voor  „deuren“, vervolgens voor een  „[door een muur omgeven] stad“ en eventueel ook voor forum, naar het Romeinse voorbeeld  (vergelijk Forum Julii > Fréjus, Provence met Augustodurum > Bayeux, Normandie). Duron wordt in het Weense Glossarium "De nominibus gallicis" als doro „ostium“ vermeld. In het Bretons en het Welsh betekent dor nog „deur“.

## Geschiedenis

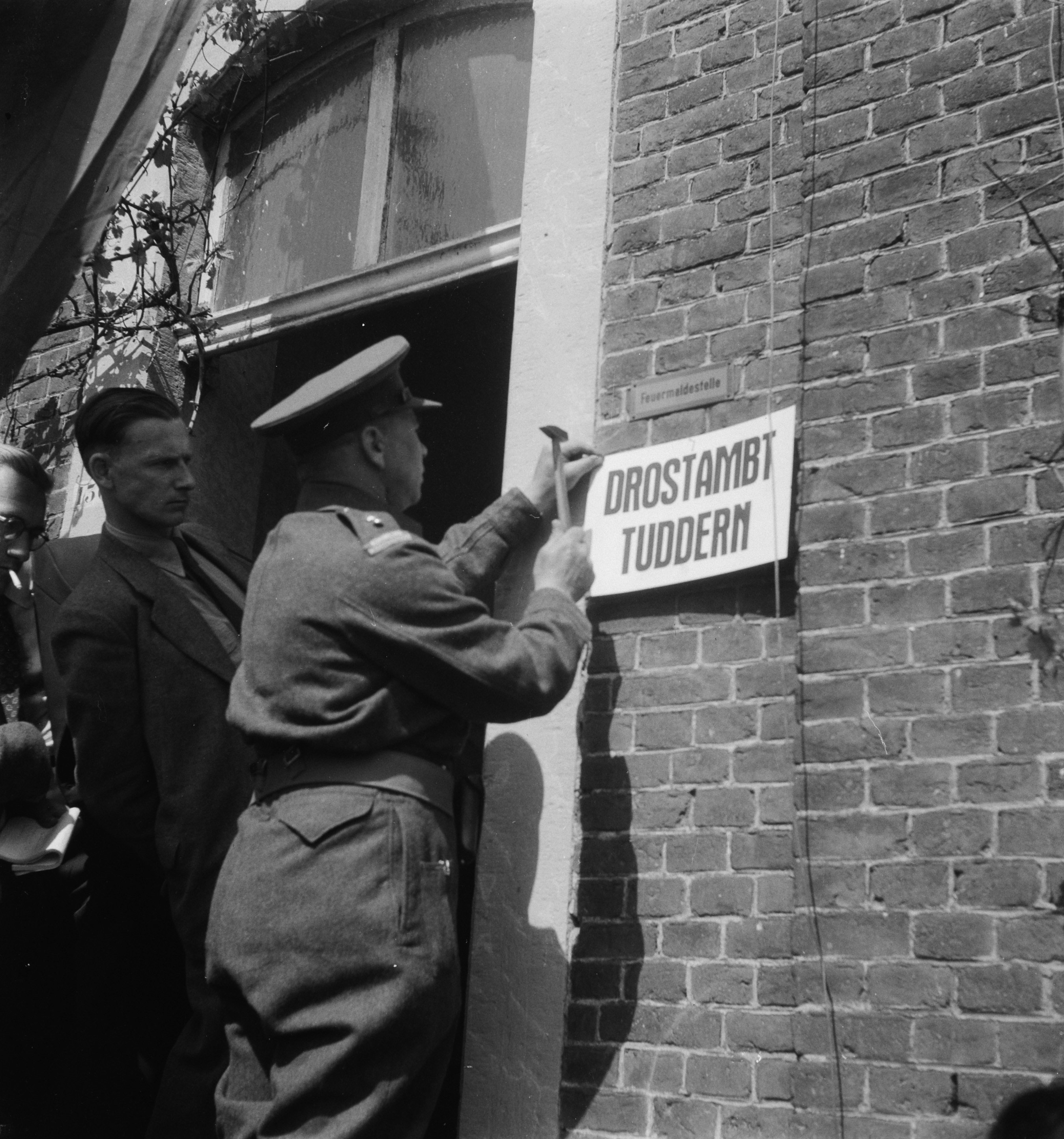
Bord 'Drostambt Tuddern' wordt vastgespijkerd (1949)

Tudderen lag aan de Romeinse heerbaan van Xanten naar Heerlen. Er zijn resten van vroegmiddeleeuwse graven gevonden.
Tudderen werd in de middeleeuwen voor het eerst vermeld in 1144. Het behoorde aanvankelijk tot de heerlijkheid Millen, later tot de heerlijkheid Heinsberg en vanaf 1484 tot het hertogdom Gulik, later Gulik-Berg. In 1815 werd het Pruisisch bezit, later Duitsland, met uitzondering van de periode 1949-1963. Na de Conferentie van Jalta werden een aantal grenscorrecties uitgevoerd. Op 23 april 1949 werd onder andere Tudderen bij Nederland gevoegd. In het kader van de Wiedergutmachung werd Tudderen op 1 augustus 1963 teruggegeven aan Duitsland.

## Bezienswaardigheden
- De Sint-Gertrudiskerk stamt uit 1808, toen de oude kerk (van omstreeks 1500) werd vervangen door een nieuwe zaalkerk met westtoren, in natuursteen. In 1851 kreeg het schip een houten tongewelf. In 1938 werd het koor afgebroken en vervangen door een hoger bakstenen driebeukig bakstenen bouwwerk met een nieuw koor. De kerk bezit een altaar van 1759, afkomstig uit de Sint-Theresiakerk te Aken.
- Het Bauernmuseum met tal van antieke landbouwmachines, werkplaatsen van diverse beroepen en ambachten, een ouderwetse keuken en dergelijke.
- Mühle Brandts, voormalige volmolen op de Roode Beek, aan Oligstrasse.

## Natuur en landschap
Tudderen ligt op een hoogte van 41 tot 53 meter boven zeeniveau in het dal van de Roode Beek (Rodebach). De omgeving is een landbouwgebied. In het oosten ligt het natuurgebied Tüdderner Fenn, met laaggelegen loofbos en hoger gelegen naaldbos. Tussen 1968 en 1990 lag hier in een deel van het bos de Löwensafari Tüddern.

## Nabijgelegen kernen
Sittard (wijk Broeksittard), Millen, Havert, Höngen, Süsterseel, Wehr